# Társadalmi mobilitás

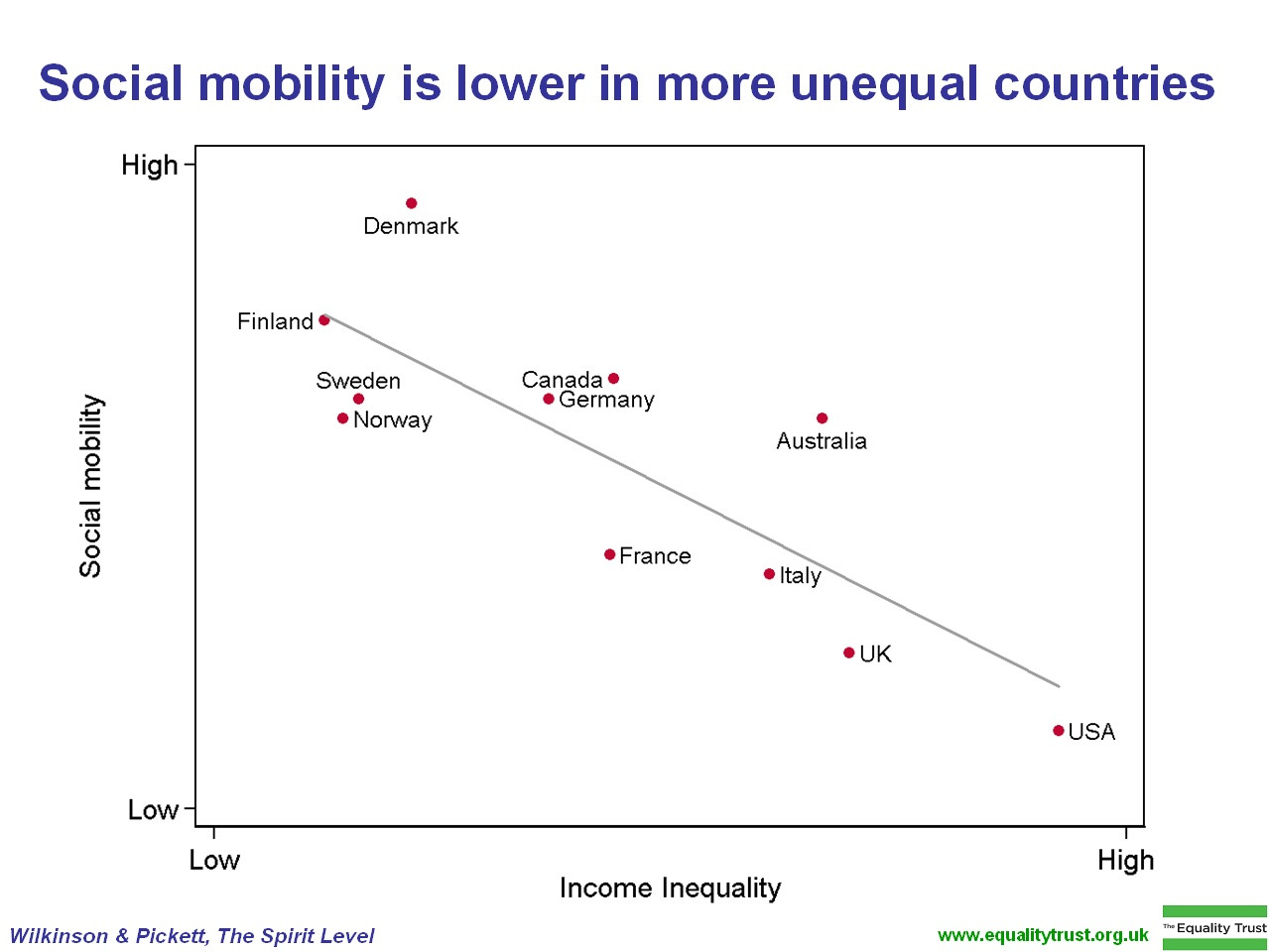

A társadalmi mobilitás fogalmával a szociológia azt a jelenséget jelöli, melynek során egy személy vagy csoport  társadalmi helyzete megváltozik.
A mobilitás horizontális, amikor az adott társadalmi rétegen belül történik az elmozdulás, vagy vertikális, aminek során a személy vagy csoport egy adott társadalmi rétegből egy másikba kerül. Ez utóbbi mobilitás lehet emelkedés, amikor magasabb presztízsű, nehezebben elérhető társadalmi státuszba kerül az egyén vagy csoport, vagy ellenkezőleg, süllyedés.
A vertikális irányú mobilitáson belül megkülönböztetünk nemzedékek közötti (intergenerációs) mobilitást, amikor valakinek a társadalmi helyzete a szüleihez képest változik meg (például a munkás fia mérnök lesz), és nemzedéken belüli (intragenerációs vagy karrier-) mobilitást, amikor valakinek foglalkozási életpályája folyamán változik meg társadalmi státusza. Házassági mobilitás fogalma alatt azt értjük, ha valaki házasságkötésével kerül másik társadalmi rétegbe.
A szociológia számára leginkább a vertikális irányú mobilitás az érdekes. Hogy ilyen egyáltalán létezhessen, annak alapfeltétele, hogy egyrészt a vizsgált társadalom rétegzett legyen, tehát létezzenek egyenlőtlenségek, hierarchikusan egymás alá-fölé rakódó társadalmi rétegek, másrészt hogy az adott társadalom nyitott legyen abban az értelemben, hogy a társadalmi státuszt ne a születés determinálja, lehetséges legyen annak megváltoztatása is. Egy társadalomról sokat elárul az, hogy tagjainak milyen esélye van egy társadalmi rétegből a másikba, magasabba átkerülni.

## A társadalmi helyzet meghatározása
A társadalmi helyzetet meghatározhatjuk a foglalkozás, a jövedelem, az iskolai végzettség, a kedvezőbb vagy kedvezőtlenebb lakóhely, az egyéni megbecsültség vagy a presztízs stb. alapján is, ebben az esetben az ilyen kategóriák közötti mozgást is mobilitásnak tekintjük.
Nem könnyű eldönteni, hogy valamely társadalmi mozgás fölfelé vagy lefelé irányuló mobilitásnak tekinthető-e. Például, ha egy mezőgazdasági munkásból vagy törpebirtokos parasztból segédmunkás lesz, az nem egyértelmű helyzet, ezért a fölfelé és lefelé mobilitás elnevezéseket megfontoltan kell alkalmazni, csak akkor, ha egyértelmű, hogy az adott mobilitási lépés kedvezőbb helyzetbe (például betanított munkás fiából mérnök lesz) vagy kedvezőtlenebb helyzetbe (tanár fia segédmunkás lesz) hozza a társadalmi helyzetét változtató személyt. A társadalmi mobilitás meghatározása függ attól is, hogy hány társadalmi helyzetet különböztetünk meg.
A társadalmi mobilitás szociológiai vizsgálataiban klasszikusan a foglalkozás alapján definiált társadalmi kategóriák közötti mozgást elemezzük. Lényegesen befolyásolja a mobilitásról kapott képet az is, hogyan definiáljuk a társadalmi kategóriákat, például – különösen Magyarországon – sokkal nagyobbnak mutatkozik az elmúlt évtizedek mobilitása, ha az önálló parasztgazdákat és a mezőgazdasági munkásokat (és termelőszövetkezeti parasztokat) külön kategóriának tekintjük, mintha mezőgazdasági fizikai dolgozó kategóriát használunk mindkét réteg esetén. A mobilitás vizsgálatában használatos nyitott és zárt társadalom fogalompárt is különbözőképpen értelmezik. A legáltalánosabb definíciók egyike szerint annál nyitottabb valamely társadalom, minél kisebb az eltérés a különböző rétegekből származók mobilitási esélyei, arányszámai közt.
Pitirim Sorokin a Társadalmi és kulturális mobilitás című könyvében 1927-ben a hierarchikus osztálytagozódást három dimenzió (gazdasági, politikai és foglalkozási) mentén elemezte.
Theodor Geiger 1949-ben osztályok helyett rétegeket elemez. Ő négy dimenziót különböztet meg: gazdasági ágazat, foglalkozási státusz, a jövedelem nagysága és az iskolai végzettség. Szerinte többféle rétegződés egymás mellett létezik, de ez nem zárja ki, hogy egy-egy rétegződési elv egy történelmi helyzetben domináns legyen.

## A társadalmi mobilitás vizsgálatának módszerei

### ISA-paradigma
A mobilitási adatfelvételek feldolgozásának első módszerét a Nemzetközi Szociológiai Társaság (ISA) dolgozta ki az 1950-es években. Ezt a módszert ISA-paradigmának is nevezik.
A „paradigma” kifejezés azt jelenti, hogy jelenség vizsgálatának egy elméleti és módszertani megközelítéséről van szó, nemcsak egyszerűen egy módszerről.
Az ISA-paradigma szerint összeállítják a mobilitási kereszttáblázatokat. Ezekben 5-10 nagyobb osztályt, réteget vesznek alapul. A táblázatok egyik dimenziójában az elért társadalmi kategória jelenik meg, a másikban a származási kategóriákat ábrázolják. Minden egyes cellába azoknak a száma kerül, akik a megfelelő társadalmi kategóriából „indultak” és a megfelelő kategóriába „érkeztek”. 
Ezeket a táblázatokat azután „vízszintesen” és „függőlegesen” százalékolják. Ezek az arányok azt fejezik ki, hogy egy-egy társadalmi kategóriából származók közül hányan kerülnek a különféle társadalmi kategóriákba, például azt, hogy a mezőgazdasági fizikai apák fiai közül hányan lettek szakmunkások. Ekkor kapjuk meg a  kilépési mobilitási arányszámot. A belépési mobilitási arányszámok azt fejezi ki, hogy az összeírás idején egy-egy kategóriába tartozók hogyan oszlanak meg származás szerint, például azt, hogy a szakmunkások közül hányan származnak mezőgazdasági fizikai apa családjából.

### Strukturális mobilitás
A strukturális mobilitás azok arányát jelenti, akik azért kellett, hogy mobillá váljanak, mert az szülők nemzedékének összetétele eltér a gyermekek nemzedékének összetételétől. Ha az teljes mobilitásból kivonjuk a strukturális mobilitást, akkor megkapjuk a cirkuláris mobilitást.

### Stratifikációs paradigma
Ez a módszer 1960-as évek második felében jelent meg. Táblázatok helyett útmodelleket elemez. 50-100 vagy még több kis foglalkozási réteget különböztet meg és vizsgál. Egy százfokú skálán minden ilyen réteg egy meghatározott skálapontszámot kap. Ennek alapja vagy egy presztízsskála, vagy a társadalmi-gazdasági státus skála.

### Loglineáris paradigma
Az 1970-es évek közepétől jelent meg a stratifikációs paradigma mellett, főképp az összehasonlító elemzésekre használják. Arra a kérdésre keresi a választ , hogy a gazdasági fejlődés, a társadalom kultúrája, valamint a társadalompolitika képes-e a mobilitási esélyeket javítani, vagy csak a strukturális adottságok gyakorolnak hatást a társadalmi mobilitásra. Fontos mérőszáma az esélyegyenlőtlenségi hányados.

## A társadalmi mobilitás alakulása Magyarországon

### A két világháború előtt
Erről az időszakról Fügedi Erik készített alapos elemzést. Ő a középkori arisztokrácia vizsgálata kapcsán arra jutott, hogy az I. István idején hatalmat szerzett arisztokrácia „az ország bárói” meg tudták őrizni hatalmukat. Az ország vezető tisztségviselőinek jelentős többsége századokon keresztül ugyanazokból a családokból került ki.
Két olyan korszak volt, amikor a korábbi elit sokat veszített a pozíciójából: a Hunyadiak korában és a mohácsi csata után kicserélődött az arisztokrácia.
A középkorban a társadalom minden rétege számára az egyház igen jelentős mobilitási lehetőséget biztosított.

### A 2. világháború után
A különböző társadalmi rétegek közt a mobilitási esélyek közti különbségek csökkentek. 1945 után társadalom nyitottabbá vált, de megmaradtak lényeges mobilitási különbségek. Az iskolai végzettség határozta meg a foglalkozási életpályát legerősebben. 
1945 után főként a parasztságból a munkásságba irányuló mobilitás volt a legintenzívebb a foglalkozási életpálya tekintetében. Az 1970-es és 1980-as években a nemzedéken belüli mobilitás csökkent.
A sok feudális sajátosságot is felmutató tőkés időszakhoz képest a gyorsan iparosodó szocialista társadalomban a társadalmi mobilitás nőtt, globálisan az 1970-es és 1980-as években sem csökkent. A szocialista időszakban a gyors iparosítás volt a növekedés oka. 
Az 1960-as évek után nagyjából 50% volt a vezető és szakértelmiségi rétegben a munkás- és parasztszármazásúak aránya. Az egyes értelmiségi foglalkozási csoportok összetétele is megváltozott.  Az értelmiségnél lényegesen nagyobb arányban találhatunk munkás- és parasztszármazásúakat felsőfokú végzettséget nem igénylő szellemi foglalkozásúak között. A szakmunkások nagy többségben férfi volt. A szakmunkások gyerekinek közel fele szintén szakmunkás lett. Mezőgazdasági családokból származott betanított munkások és a segédmunkások majdnem fele.
A mezőgazdasági fizikai réteget kivéve mindenhol többségben voltak a mobil személyek. 
A mobilitásvizsgálatok eredményei arra engednek következtetni, hogy mobilitásra az 1950-es és az 1960-as évek gyors, erőltetett iparosításának volt a legnagyobb hatása, a mobilitási esélyek hasonlóak voltak a kapitalista országokban megfigyelt lehetőségekhez, tehát a szocialista rendszer nem hozott nagy fordulatot a társadalmi mobilitás terén.

## Szociális mobilitás és szociális identitás
A szociális identitás elméletében a „szociális mobilitás” (social mobility) egy olyan – tudatos vagy tudattalan – stratégiát jelent, aminek segítségével a személy egy stigmatizált csoporttól (pl. munkanélküliek, faji kisebbség, melegek) próbál eltávolodni pszichikailag vagy fizikailag is, mert számára a csoport alacsony önértékelést okoz. A pszichikai eltávolodás (dezidentifikáció) történhet úgy, hogy a személy kerüli azokat az információkat, amelyek a csoporttagságára emlékeztetik, vagy magát nem-tipikusként szemléli a csoporton belül. Fizikai eltávolodás (disszociáció) lehet a hovatartozás eltitkolása, a csoportból való kilépés, egy magasabb státuszú csoporttal való azonosulás. Ebben a kontextusban a „szociális mobilitás” jelentése eltér a szociológiában megszokottól: itt nem az objektív társadalmi folyamatról van szó, hanem egy azzal kapcsolatos hiedelemrendszerről, kvázi-ideológiáról, amellyel a személy a társadalmi csoportok egymáshoz való viszonyát tudatosítja, internalizálja.